# Krapinica (rzeka)
Krapinica – rzeka w Chorwacji, dopływ Krapiny. Jej długość wynosi 34,7 km.
Powierzchnia jej dorzecza wynosi 196 km². Swe źródła ma u podnóża Maceljskiego gorja. Płynie koło miejscowości Krapina, Sveti Križ Začretje i Zabok. Niedaleko miejscowości Pavlovec Zabočki wpada do Krapiny.